# 谢尔日·萨尔基相
谢尔日·阿扎蒂·萨尔基相（羅馬化：Serzh Azati Sargsyan，1954年6月30日—）是亚美尼亚政治人物，现任亚美尼亚共和党主席。曾任亚美尼亚国防部长、内务部长、国家安全委员会主席、总统（总统制）以及总理（议会制）等職。他和曾任總統的阿尔缅·萨尔基相、曾任總理的季格兰·萨尔基相三人彼此並無親戚關係。

## 早年生活
谢尔日·萨尔基相生於阿塞拜疆苏维埃社会主义共和国的納哥諾卡拉巴克自治州，他完成中学課程后离开當地，於1971年就讀亚美尼亚苏维埃社会主义共和国的埃里温国立大学。萨尔基相於1975至1979年在埃里温一所工厂謀生，其後担任納戈爾諾－卡拉巴赫共青团的重要职位。

## 納戈爾諾-卡拉巴赫戰爭
萨尔基相在納戈爾諾-卡拉巴赫戰爭時是亞美尼亞武裝部隊的指揮官之一；他曾說：「霍賈利滅絕種族事件前，阿塞拜疆人認為他們是跟我們（意指亞美尼亞人）開玩笑，認為亞美尼亞人不會針對平民。我們能夠打破（此觀感）。這就是所發生的事情（意指霍賈利滅絕種族事件）。」
2015年初，阿塞拜疆支持非政府組織委員會轄下的一個工作小組發起簽名運動，希望收集十萬個簽名，以薩爾基相直接參與霍賈利滅絕種族為由，把他列為戰爭罪犯。

## 政治生涯

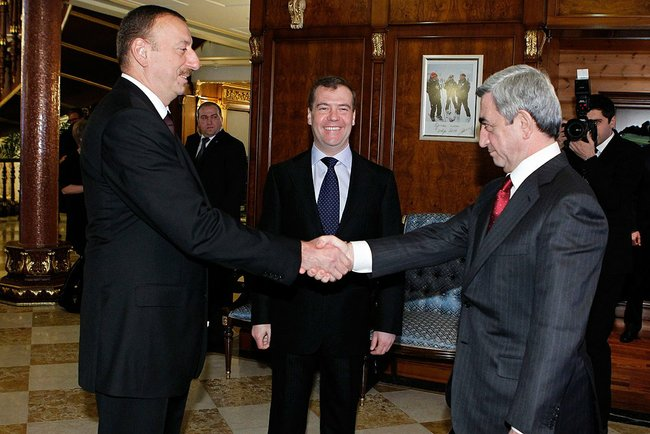
2012年1月23日萨尔基相与阿塞拜疆总统伊利哈姆·阿利耶夫会面

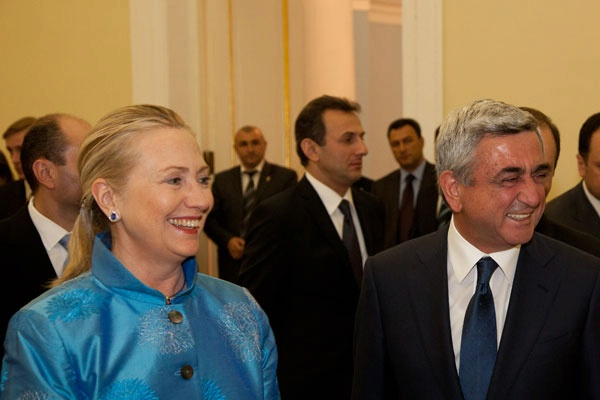
2012年6月4日萨尔基相在埃里温与美国国务卿希拉里·克林顿会面

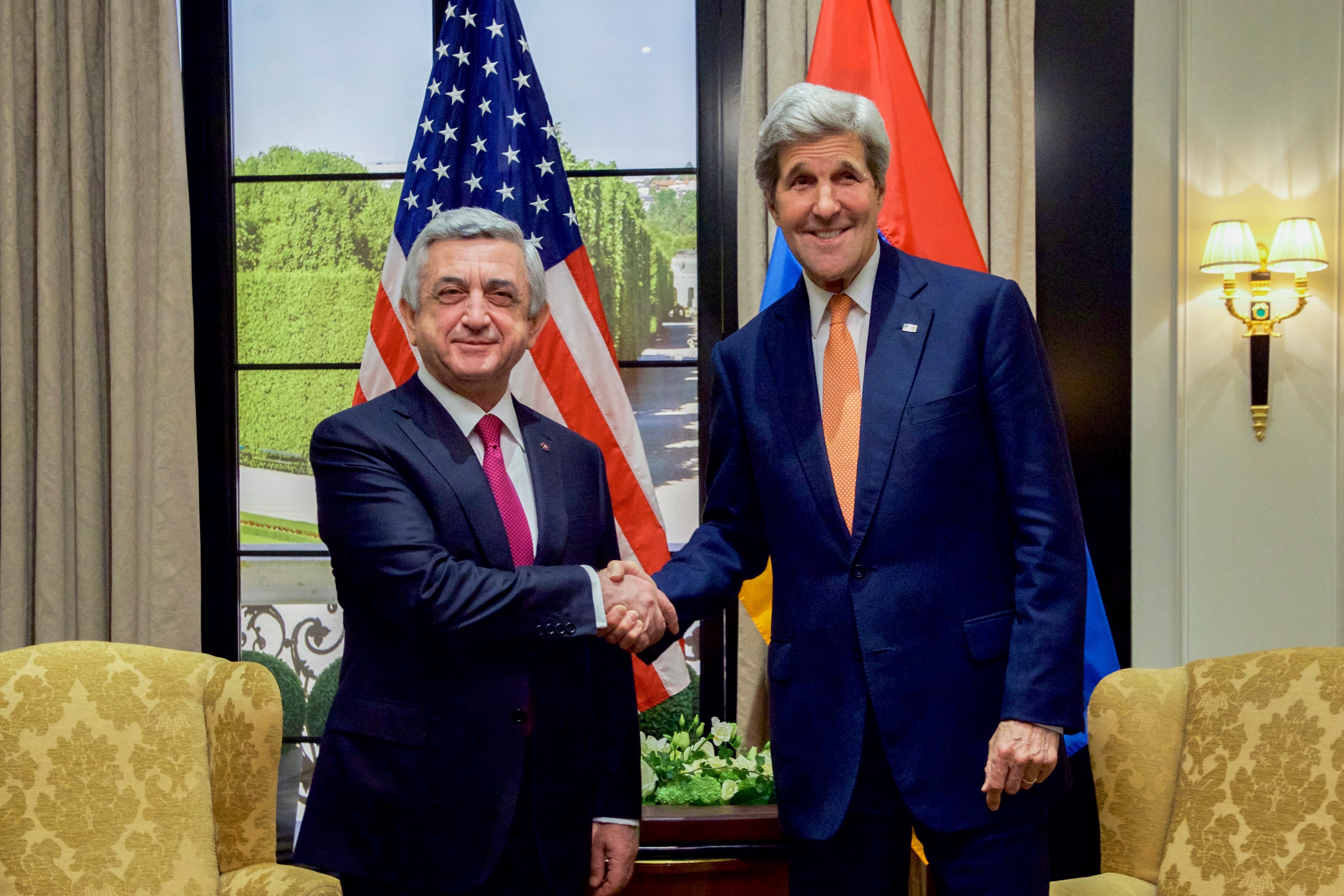
2016年5月16日萨尔基相在维也纳与美国国务卿约翰·福布斯·克里会面

萨尔基相在1990年成為亞美尼亞國民議會议员。在1989至1993年領導纳戈尔诺-卡拉巴赫共和国自卫队委員會，在1990年當選為亞美尼亞最高議會（即現在的亞美尼亞國民議會）的副議長。
1993年至1995年，萨尔基相担任亞美尼亞共和國國防部部長。1995年7月任国家安全部部长，1996年11月任国家安全部和内务部部长，1999年6月任内务部长。2000年5月，萨尔基相再次出任国防部长，并于2004年4月连任。
2006年7月，薩爾基相當選為亞美尼亞共和黨黨議會主席。黨議會主席一职被廢除後，薩爾基相分別在2007年和2009年當選為黨主席。此後，萨尔基相担任總統參謀長、國家安全部部長等政府要职。2007年4月4日，萨尔基相獲時任亚美尼亚总统羅伯特·科恰良任命为总理，2008年2月以52.86%的得票率当选為总统，其後屢遭貪腐與官商勾結指控。2013年2月18日，萨尔基相以58.64%的得票率勝出大选，成功连任总统，任期到2018年4月9日结束。
2018年4月17日，亚美尼亚总统阿尔缅·萨尔基相签署法令，任命前总统谢尔日·萨尔基相为新一届政府总理。其於2015年推動修憲公投，並於12月通过亚美尼亚宪法改革，新一届议会组成后亚美尼亚政体转变为议会制，导致谢尔日·萨尔基相实际上将长期执政。卸任後其轉任執掌實權的總理職位，觸發民眾4月12日開始連續11日大規模示威。4月23日，屈於反對壓力，谢尔日·萨尔基相辞去总理职位。

## 政策理念
萨尔基相提倡民族团结，並主張打击腐败、提高国家机构运作的透明度；他又認為國家不宜干涉经济活动及市场競爭，而應着手改善民生，解决贫窮问题。萨尔基相主張推行积极主动的外交政策，深化與他國的外交关系，並與外國進行经貿和文化領域上的合作。